# دارخزک هاجسون
دارخزک هاجسون (نام علمی: Certhia hodgsoni) نام یک گونه از سرده دارخزک‌ها است.